# Stonewall (Texas)
Stonewall è un census-designated place degli Stati Uniti d'America situato nella contea di Gillespie dello Stato del Texas, nota principalmente per aver dato i natali a Lyndon B. Johnson, 36º presidente degli Stati Uniti d'America.
La popolazione era di 1.490 persone al censimento del 2010.

## Geografia fisica
Stonewall si trova sul fiume Pedernales, nella Hill Country del Texas centrale, a 30°14′24″N 98°39′36″W (30.240069, -98.659942), circa 55 miglia (89 chilometri) ad ovest di Austin e quasi la stessa distanza a nord di San Antonio.

## Società

### Evoluzione demografica
Secondo il censimento del 2000, c'erano 469 persone, 176 nuclei familiari e 133 famiglie residenti nella città. La densità di popolazione era di 30,9 persone per miglio quadrato (11,9/km²). C'erano 203 unità abitative a una densità media di 13,4 per miglio quadrato (5,2/km²). La composizione etnica della città era formata dall'81,24% di bianchi, il 17,91% di altre razze, e lo 0,85% di due o più etnie. Ispanici o latinos di qualunque razza erano il 35,18% della popolazione.
C'erano 176 nuclei familiari di cui il 34,1% aveva figli di età inferiore ai 18 anni, il 58,0% erano coppie sposate conviventi, il 13,6% aveva un capofamiglia femmina senza marito, e il 24,4% erano non-famiglie. Il 20,5% di tutti i nuclei familiari erano individuali e il 10,8% aveva componenti con un'età di 65 anni o più che vivevano da soli. Il numero di componenti medio di un nucleo familiare era di 2,66 e quello di una famiglia era di 3,07.
La popolazione era composta dal 28,1% di persone sotto i 18 anni, il 7,7% di persone dai 18 ai 24 anni, il 22,6% di persone dai 25 ai 44 anni, il 22,4% di persone dai 45 ai 64 anni, e il 19,2% di persone di 65 anni o più. L'età media era di 37 anni. Per ogni 100 femmine c'erano 103,0 maschi. Per ogni 100 femmine dai 18 anni in giù, c'erano 92,6 maschi.
Il reddito medio di un nucleo familiare era di 36.210 dollari, e quello di una famiglia era di 37.721 dollari. I maschi avevano un reddito medio di 29.531 dollari contro i 30.083 dollari delle femmine. Il reddito pro capite era di 22.035 dollari. Circa il 19,3% delle famiglie e il 17,1% della popolazione erano sotto la soglia di povertà, incluso il 30,2% di persone sotto i 18 anni e il 32,0% di persone di 65 anni o più.